# Жевре-Шамбертен (кантон)
Жевре-Шамбертен (фр. Gevrey-Chambertin) — кантон во Франции, находится в регионе Бургундия. Департамент кантона — Кот-д’Ор. Входит в состав округа Дижон. Население кантона на 2006 год составляло 14 950 человек.
Код INSEE кантона — 2115. Всего в кантон Жевре-Шамбертен входят 32 коммуны, из них главной коммуной является Жевре-Шамбертен.

## Коммуны кантона
- Барж — население 428 чел.
- Беви — население 92 чел.
- Брошон — население 659 чел.
- Бруэндон — население 74 чел.
- Шамбёф — население 317 чел.
- Шамболь-Мюзиньи — население 308 чел.
- Шеван — население 131 чел.
- Клемансе — население 114 чел.
- Коллонж-ле-Беви — население 85 чел.
- Корсель-ле-Сито — население 829 чел.
- Куше — население 1177 чел.
- Кюрле — население 138 чел.
- Кюртий-Вержи — население 102 чел.
- Детен-э-Брюан — население 102 чел.
- Эперне-су-Жевре — население 169 чел.
- Фене — население 1307 чел.
- Фиксен — население 761 чел.
- Жевре-Шамбертен — население 3138 чел.
- Л’Этан-Вержи — население 201 чел.
- Мессанж — население 232 чел.
- Море-Сен-Дени — население 693 чел.
- Нуарон-су-Жевре — население 866 чел.
- Кеминьи-Пуазо — население 210 чел.
- Рёль-Вержи — население 93 чел.
- Сен-Филибер — население 416 чел.
- Солон-ла-Шапель — население 1029 чел.
- Солон-ла-Рю — население 561 чел.
- Савуж — население 330 чел.
- Сегруа — население 54 чел.
- Семзанж — население 111 чел.
- Тернан — население 93 чел.
- Юрси — население 130 чел.